# 羅林丘陵 (印地安納州克拉克縣)
羅林丘陵（英語：Rolling Hills）是位於美國印地安納州克拉克縣的一個非建制地區。該地的面積和人口皆未知。

## 地理
羅林丘陵的座標為38°28′41″N 85°35′19″W / 38.47806°N 85.58861°W，而該地的平均海拔高度為200米（即656英尺）。